# Шурале (река)
Шурале́ — река в Баймакском районе Башкортостана. Правый приток Большой Уртазымки.

## Описание
Длина реки составляет 12 км. Исток на восточных склонах в южной части хребта Ирендык (Южный Урал), в 4,2 км к юго-западу от деревни Галеево и в 7,5 км к северо-востоку-востоку от Баймака. Течёт на юг и впадает в Большую Уртазымку по правому берегу напротив малой деревни Бахтигареево (66 км от устья).
Основной приток: Кургаелга (пр.). Высоты водораздела превышают 750 м на западе.
Населённых пунктов в бассейне реки нет (ранее в верховьях существовала деревня Файзуллино).
В верховьях реку пересекает автодорога Баймак — Сибай.

## Данные водного реестра
По данным государственного водного реестра России относится к Уральскому бассейновому округу, водохозяйственный участок реки — Урал от Магнитогорского гидроузла до Ириклинского гидроузла, речной подбассейн реки — подбассейн отсутствует. Речной бассейн реки — Урал (российская часть бассейна).
Код объекта в государственном водном реестре — 12010000312112200002349.